# حتمية تقانية

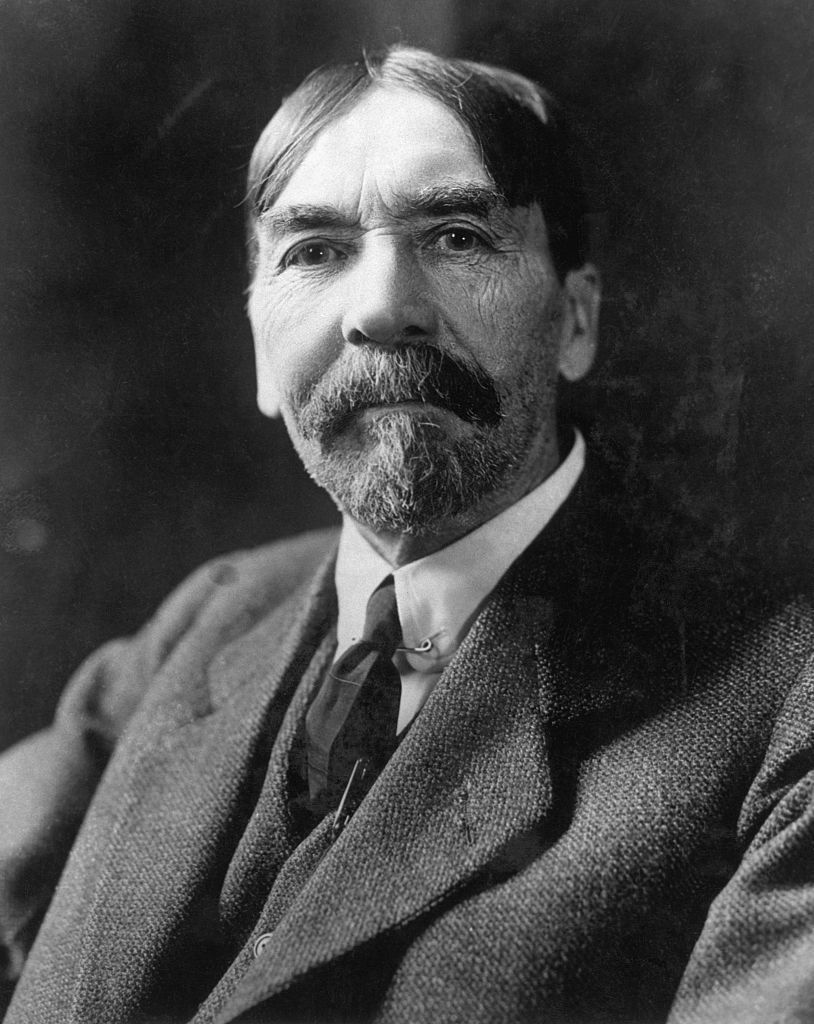

الحتمية التكنولوجية أو الحتمية التقنية هي نظرية اختزالية تفترض أن تكنولوجيا المجتمع تحدد تطور هيكله الاجتماعي وقيمته الثقافية. يعتقد أن هذا المصطلح وضعه ثورشتاين فبلن (1857-1929)، عالم الاجتماع والاقتصادي الأمريكي. يرجح أن يكون كلارنس أيريس  أكثر الحتميين التكنولوجيين راديكالية في الولايات المتحدة في القرن 20 وقد كان بدوره من أتباع ثورستين فيبلن وجون ديوي. كان ويليام أوغبورن معروف أيضا بحتميته التكنولوجية الراديكالية.
جاء أول تطور رئيسي لمنظور حتمي تكنولوجي للتنمية الاجتماعية والاقتصادية جاء من الفيلسوف والاقتصادي الألماني كارل ماركس، الذي كان إطاره النظري قائما على منظور أن للتغيرات في التكنولوجيا، وبالتحديد التكنولوجيا الإنتاجية، تأثير أساسي على العلاقات الاجتماعية البشرية والتنظيمية وأن العلاقات الاجتماعية والممارسات الثقافية تدور في نهاية المطاف حول القاعدة التكنولوجية والاقتصادية لمجتمع معين. وقد أصبح موقف ماركس جزءا لا يتجزأ من المجتمع المعاصر، حيث أن الفكرة القائلة بأن التكنولوجيات السريعة التغير تغير حياة البشر هي فكرة شائعة. على الرغم من أن العديد من المؤلفين يرون أن نظرية ماركس في التاريخ البشري هي حتمية تكنولوجية، إلا أنه ليس كل الماركسيون حتميين تكنولوجيين، ويتساءل بعض الكتاب عن المدى الذي كان ماركس نفسه حتميا. وعلاوة على ذلك، هناك أشكال متعددة من الحتمية التكنولوجية.
من المفاهيم ذات الصلة هي حتمية القوة الإنتاجية. (أو نظرية القوى المُنتجة).

## الأصل
يعتقد أن من صاغ المصطلح كان ثورستين فيبلين (1857-1929)، وهو عالم اجتماع أمريكي. قدم المؤرخ الشهير المعاصر، تشارلز أ. بيرد، لفيبلين هذه الصورة الحتمية الملائمة، «تسير التكنولوجيا في حذاء ذا سبع فراسخ متنقلة من غزو ثوري لا يرحم إلى آخر، ممزقة المصانع والصناعات القديمة، ومطلقة عمليات جديدة بسرعة مرعبة». أكد فيبلين، على سبيل المثال، أن «الآلة تتخلص من عادات التفكير المجسمة». هنالك أيضًا حالة كارل ماركس الذي توقع أن يؤدي إنشاء خط السكة الحديد في الهند إلى حل نظام الطبقات. الفكرة العامة، وفقًا لروبرت هايلبرونر، هي أن التكنولوجيا، من خلال أجهزتها، يمكن أن تسبب تغيرًا تاريخيًا عن طريق تغيير الظروف المادية للوجود البشري.
كان من أكثر الحتميين التكنولوجيين راديكالية رجل اسمه كلارنس أيريس، الذي كان تابعًا لنظرية فيبلين في القرن العشرين. اشتهر أيريس بتطوير الفلسفات الاقتصادية، لكنه عمل أيضًا بشكل وثيق مع فيبلين الذي صاغ نظرية الحتمية التكنولوجية. تحدث في كثير من الأحيان عن الصراع بين التكنولوجيا والبنية الشعائرية. تضمنت إحدى نظرياته البارزة مفهوم «السحب التكنولوجي» حيث يشرح التكنولوجيا كعملية ذاتية التوليد والمؤسسات على أنها شعائرية، وهذا المفهوم يخلق حتمية تكنولوجية مفرطة.

## الحتمية الصلبة واللينة
في فحص الحتمية، يمكن مقارنة الحتمية الصلبة مع الحتمية اللينة. يقول التوافقي أنه من الممكن أن توجد الإرادة الحرة والحتمية في العالم معًا، في حين يقول غير التوافقي أنه لا يمكن ويجب أن يكون هناك واحدة أو الأخرى. يمكن تقسيم أولئك الذين يدعمون الحتمية بشكل أكبر.
ينظر مؤيدو الحتمية الصلبة إلى التكنولوجيا على أنها تتطور بشكل مستقل عن الاهتمامات الاجتماعية. سيقولون إن التكنولوجيا تخلق مجموعة من القوى القوية التي تعمل على تنظيم نشاطنا الاجتماعي ومعناه. وفقًا لهذه النظرة الحتمية، فنحن ننظم أنفسنا لتلبية احتياجات التكنولوجيا ونتائج هذه المنظمة خارجة عن سيطرتنا أو ليس لدينا حرية الاختيار فيما يتعلق بالنتيجة (تقنية مستقلة). يمكن القول إن الفيلسوف الفرنسي والمنظر الاجتماعي جاك إيلول كان حتميًا صلبًا ومؤيدًا للتقنية المستقلة (التكنولوجيا). في عمله لعام 1954، الجمعية التكنولوجية، يفترض إيلول بشكل أساسي أن التكنولوجيا، بحكم قوتها من خلال الكفاءة، تحدد الجوانب الاجتماعية الأكثر ملاءمة لتطورها الخاص من خلال عملية انتخاب طبيعي. إن قيم النظام الاجتماعي والأخلاق والفلسفة وما إلى ذلك، الأكثر ملاءمة لتقدم التكنولوجيا، تسمح للنظام الاجتماعي بتعزيز قوته وانتشاره على حساب تلك النظم الاجتماعية التي تكون قيمها وأخلاقها وفلسفتها وما إلى ذلك أقل تعزيزًا للتكنولوجيا. في حين أن الجغرافيا والمناخ وغيرها من العوامل «الطبيعية» كانت هي المحددة إلى حد كبير لمعايير الظروف الاجتماعية لمعظم تاريخ البشرية، أصبحت التكنولوجيا مؤخرًا العامل الموضوعي المهيمن (إلى حد كبير بسبب القوى التي أطلقتها الثورة الصناعية) وكانت الهدف الرئيسي والعامل المحدد.
الحتمية اللينة، كما يوحي الاسم، هي نظرة أكثر سلبية للطريقة التي تتفاعل بها التكنولوجيا مع المواقف الاجتماعية السياسية. لا يزال الحتميون اللينون يشتركون في حقيقة أن التكنولوجيا هي القوة الموجهة في تطورنا، ولكنهم يؤكدون أن لدينا فرصة لاتخاذ قرارات بشأن نتائج الموقف. هذا لا يعني أن الإرادة الحرة موجودة، ولكن إمكانية أن نرمي النرد ونرى ما هي النتيجة موجودة. هناك نظرية تمثل اختلافًا طفيفًا في الحتمية الناعمة هي نظرية التغيير الاجتماعي القائمة على التكنولوجيا لعام 1922 التي اقترحها ويليام فيلدينغ أوغبورن، والتي يجب على المجتمع فيها التكيف مع عواقب الاختراعات الرئيسية، ولكن غالبًا ما يفعل ذلك فقط بعد فترة من التخلف الثقافي.

## التكنولوجيا كمحايدة
يرى الأفراد الذين يعتبرون التكنولوجيا محايدة أنها ليست جيدة ولا سيئة، وما يهم هو الطرق التي نستخدم بها التكنولوجيا. من الأمثلة على وجهة النظر المحايدة، «البنادق محايدة ويعتمد الأمر على كيفية استخدامها سواء كانت «جيدة أو سيئة»» (غرين، 2001). يعتقد ماكنزي وواجمان أن التكنولوجيا محايدة فقط إذا لم تُستخدم من قبل، أو إذا لم يكن أحد يعرف الغرض من استخدامها (غرين، 2001). في الواقع، ستُصنّف البنادق على أنها محايدة فقط إذا لم يكن المجتمع على دراية بوجودها ووظائفها (غرين، 2001). بالطبع مثل هذا المجتمع غير موجود، وبمجرد أن يصبح على دراية بالتكنولوجيا، يُجذب المجتمع إلى تقدم اجتماعي حيث لا شيء «محايد في المجتمع» (غرين). وفقًا لليلا غرين، إذا اعتقد المرء أن التكنولوجيا محايدة، فسوف يتجاهل الظروف الثقافية والاجتماعية التي أنتجتها التكنولوجيا (غرين، 2001). ويشار إلى هذا الرأي أيضًا بالأداتية التكنولوجية.
في ما يعتبر في كثير من الأحيان تدبرًا حاسمًا للموضوع، كتب المؤرخ ملفين كرانزبيرج بشكل مشهور في أول قوانينه الستة للتكنولوجيا: «التكنولوجيا ليست جيدة ولا سيئة، ولا هي محايدة».